# Lema de Shephard
El lema de Shephard es un resultado importante en la microeconomía que tiene aplicaciones en la teoría de la empresa y la teoría del consumidor. El lema establece que si las curvas de indiferencia de los gastos o función de coste son convexos, entonces el punto de un bien dado minimización de costes ({\displaystyle i}) con precio {\displaystyle p_{i}} es único. La idea es que un consumidor va a comprar una cantidad ideal único de cada elemento para reducir al mínimo el precio de obtener un determinado nivel de utilidad, dado el precio de mercancías en el mercado.
El lema lleva el nombre de Ronald Shephard que dio una prueba de uso de la fórmula de la distancia en su libro Teoría de Costos y Producción Funciones (Princeton University Press, 1953). El resultado equivalente en el contexto de la teoría del consumidor fue derivado por Lionel W. McKenzie en 1957. Afirma que las derivadas parciales de la función de los gastos con respecto a los precios de los bienes son iguales a las funciones de demanda hicksiana para los productos en cuestión. Resultados similares ya habían sido derivados por John Hicks (1939) y Paul Samuelson (1947).

## Definición
En la teoría del consumidor, el lema de Shephard afirma que la demanda de un bien {\displaystyle i} particular para un determinado nivel de utilidad {\displaystyle u}, y dados los precios {\displaystyle p}, es igual a la derivada de la función de gasto con respecto al precio del bien correspondiente:
{\displaystyle h_{i}(\mathbf {p} ,u)={\frac {\partial e(\mathbf {p} ,u)}{\partial p_{i}}}}
donde {\displaystyle h_{i}(\mathbf {p} ,u)} es la demanda hicksiana para el bien {\displaystyle i}, {\displaystyle e(\mathbf {p} ,u)} es la función de gasto, y ambas funciones son en términos de precios (un vector {\displaystyle p}) y utilidad {\displaystyle u}.
Asimismo, en la teoría de la empresa, el lema da una formulación similar para la demanda de factores condicional para cada factor de entrada: la derivada de la función de coste {\displaystyle c(\mathbf {w} ,y)} con respecto al precio de los factores:
{\displaystyle x_{i}(\mathbf {w} ,y)={\frac {\partial c(\mathbf {w} ,y)}{\partial w_{i}}}}
donde {\displaystyle x_{i}(\mathbf {w} ,y)} es el factor de demanda condicional para la entrada {\displaystyle i}, {\displaystyle c(\mathbf {w} ,y)} es la función de costo, y ambas funciones son, en términos de precios de los factores (un vector {\displaystyle w}) y producción {\displaystyle y}.
Aunque la demostración original de Shephard utilizó la fórmula de la distancia, las pruebas modernas del lema utilizan el teorema de la envolvente.

## Prueba para el caso diferenciable
La prueba se establece para el caso de dos bienes para facilitar la notación. La función de gasto {\displaystyle e(p_{1},p_{2},u)} es el mínimo del problema de optimización restringido caracterizado por el siguiente lagrangiano: 
{\displaystyle {\mathcal {L}}=p_{1}x_{1}+p_{2}x_{2}+\lambda (u-U(x_{1},x_{2}))}
Por el teorema de la envolvente los derivados del minimando {\displaystyle e(p_{1},p_{2},u)} con respecto al parámetro {\displaystyle p_{1}} puede ser computado de la siguiente manera:
{\displaystyle {\frac {\partial e}{\partial p_{1}}}={\frac {\partial {\mathcal {L}}}{\partial p_{1}}}=x_{1}^{h}}
dónde {\displaystyle x_{1}^{h}} es el minimizador (es decir, la función de demanda hicksiana para bien 1). Esto completa la prueba.

## Aplicación
El lema de Shephard proporciona una relación entre las funciones de gasto (o costo) y la demanda de Hicks. El lema se puede volver a expresar como la identidad de Roy, que da una relación entre una función de utilidad indirecta y una función de demanda marshalliana.